# Pierre-Marie Carré

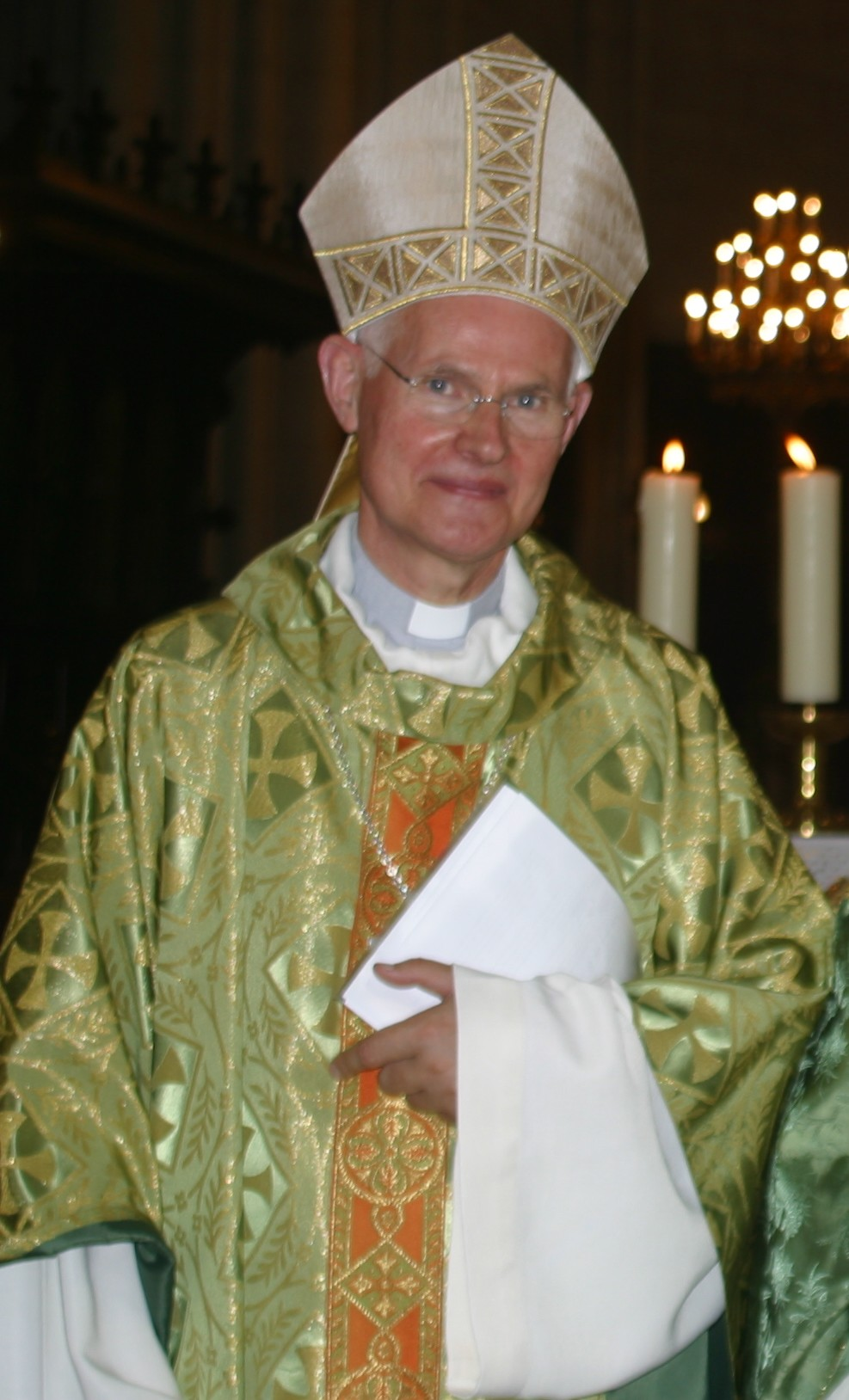
Erzbischof Pierre-Marie Joseph Carré

Erzbischofswappen

Pierre-Marie Joseph Carré (* 22. April 1947 in Serques, Département Pas-de-Calais, Frankreich) ist ein französischer Geistlicher und emeritierter römisch-katholischer Erzbischof von Montpellier.

## Leben
Pierre-Marie Carré empfing am 7. September 1974 die Priesterweihe für das Bistum Agen.
Papst Johannes Paul II. ernannte ihn am 13. Juli 2000 zum Erzbischof von Albi. Die Bischofsweihe spendete ihm der Erzbischof von Toulouse, Émile Marcus PSS, am 8. Oktober desselben Jahres; Mitkonsekratoren waren Jean-Charles Descubes, Bischof von Agen, und Michel Pierre Marie Mouïsse, Weihbischof in Grenoble. Als Wahlspruch wählte er Servir et non pas être servi. Am 14. Mai 2010 wurde er zum Koadjutorerzbischof von Montpellier ernannt. Mit dem Rücktritt Guy Thomazeaus am 3. Juni 2011 folgte er ihm als Erzbischof von Montpellier nach.
Papst Benedikt XVI. ernannte ihn zum Sekretär der Sonderversammlung der Bischofssynode von 2012.
Am 9. Juli 2022 nahm Papst Franziskus seinen altersbedingten Rücktritt an.